# Fantomas (lutador)
Fantomas foi um personagem mitológico do programa brasileiro Telecatch criado na década de 60 e dedicado a luta livre profissional que foi interpretado por inúmeros lutadores, já que o uso das vestes e máscara permitia essa troca.
Foi inspirado num personagem da luta livre mexicana, o Demônio Azul.

## Características
Em suas lutas, Fantomas era um lutador "limpo" que sempre entrava mascarado (a exemplo do seriado Fantomas), nunca caíra quando levava pancadas de seus adversários, nunca dobrava as pernas e sempre entrava de braços esticados. Vestia roupa preta com detalhes brancos, capa e ocultava o rosto com uma máscara.
O auge da carreira de Fantomas foi uma luta em julho de 1979, em São Paulo, contra a Múmia, realizada dentro de uma jaula. Fantomas ganhou e sagrou-se campeão da luta livre.
As emissoras que televisionaram as lutas de Fantomas através do tempo, foram Tupi, Bandeirantes, Record, Excelsior e Gazeta.

## Lutadores

### José Carlos Pereira
Um de seus criadores foi José Carlos Pereira (São Paulo, 15 de julho de 1940). Iniciou sua carreira com 17 anos, mas foi com 23 que se tornou profissional, como pugilista. Atuando no Telecatch, José não apenas criou este inesquecível personagem, como outros, exemplos: Fantasma e Mister X.
Ao término de sua carreira de lutador, em 1975, virou empresário do ramo de bebidas, durante 25 anos, no município de São Bernardo do Campo. Depois, ainda foi representante de uma escola de línguas.
É casado e pai de três filhos: Mara Lia, Márcia Regina e José Carlos Júnior.

### George Petrovitch
Outro interprete do Fantomas foi o descendente de russos George Petrovitch, que após o término da carreira foi morar em Boca Raton e trabalhar no ramo de automóveis. Vive nos Estados Unidos há mais de 50 anos, com a mulher e as duas filhas.

### Propício Gazzana da Silva
No Ringue Doze (na antiga TV Gaúcha, hoje RBS), Fantomas por muito tempo foi encarnado pelo militar Propício Gazzana da Silva, natural de Caxias do Sul. Propício era instrutor de artes marciais e um dos fundadores da Cia. de Escolta e Guarda. Foi chefe de segurança do ex-governador Euclides Triches e segurança do ex-presidente Emílio Médici. Faleceu em 2006.